# Руска музика
Руска музика јесте скуп достигнућа музичке културе руског народа; резултат вишевековног историјског процеса формирања и развоја особених традиција. Овакав концепт обједињује руски музички фолклор, руску академску музику, руску духовну музику, руску романсу-
Временски оквир за стварање руских жанрова: народна музика - X—XX век, сакрална музика - X—XXI век, академска музика - XVIII—XX век.

## Народна музика
Руска народна музика настаје у фолклору словенских племена која су живела на простору Кијевске Русије. Многе врсте песама које су преживеле до нашег времена имају паганске корене, понекад са утицајем хришћанских обреда. Пошто је руска народна музика хетерогена, она има корене осталих племена која су живела на простору Кијевске Русије: Угро-фина, Турка и других.
До сада се у руском фолклору осећају територијалне, често и етничке традиције. Народна песничка уметност северних, западних, јужних, централних области, насеља у сливовима великих река, као што су Ока, Волга, Дон има своје карактеристике. Руска народна музика је основа на којој је израсла сва руска професионална музика.
Општи тип великоруских мелодија се вероватно развио крајем „татарске епохе“, у време „краљева“ (14. век). Карактеристика је модална структура, за разлику од дур-мола уобичајеног код западних Словена, и особен стил полифоније.
Постоје писмени документи који описују музичку културу у Русији. Сматра се да су најпопуларнији инструменти у средњевековној Русији били жичани инструменти, као што су гусле или гудок. Археолози су пронашли примере тих инструментата у Новгородској области, које потичу са почетка 11. века. Други инструменти који су се користили биле су двојнице и инструменти, као што су даире и трешчотка. Такође, певање је било популарније од саме музике. Често су се певале биљине о народним херојима, као што су Садко, Иља Муромец и други, некад са пратњом музике.
За време Великог московског књажества у склопу руске музике, осим народне, формирају се и два основна жанра: православна литургијска музика и светска музика, која се изводи ради забаве.
Секуларна музика је укључивала употребу музичких инструмената као што су звиждаљке и жичани инструменти, а обично су је свирали на свечаним приликама, најпре од стране буфана-скомороха и министраната који су забављали људе на двору. Током реакционарног периода раскола Руске цркве у 17. веку, буфани-скоморохи са својом музиком били су забрањени, али упркос овим ограничењима, неке од њихових традиција су опстале до данас.
Међу основним жанровима народне музике су: обредне песме, свадбенне, епске, плесачке и лирске песме и частушки.
У средњем веку, буфани-скоморохи су извођачи народне музике, били су ућуткани, а музички инструменти су били уништавани, због тога оригинални руски музички инструменти нису ни дошли до савременог доба. Инструменти који се понекад се асоцирају са руском музиком, као што је мандолина, руска гитара и хармоника, су западноевропског порекла и распростањени су у Русији између 19. и 20. века. Борис Од 10. века у функцији музичког инструмента у Русији се користило звоно, које се касније појављивало у репертоару руских композитора. Руски музичар Борис Асафјев, дајући оособине руске музике, уводи термин "звонкост", те сматра звоно музичким симболом Русије. 
Једна од првих фолклорних група у Русији била је Словенска капела Дмитрија Агрењева-Славјанског, основана 1868. године, која је промовисала руску и словенску народну песму у Русији и иностранству, често и у различитим обрадама на естради. Почетком 20. века Оркестар руских народних инструмената Василија Андрејева и Руски народни хор Пјатницки: у 1. тиму је проширен и унапређен инструментација коју је народ користио, у другој су извођене народне песме у аутентичном облику.
У годинама око 1960. појављују се мале фолклорне групе, које се често састоје из младих музичара професионалаца, чији је циљ очување и извођење народног репертоара одређеног региона или села. Из такве средине настају колективи, као што су Ансамбл народне музике Димитрија Покровског и хорски ансамбл Сирин, оба колектива изводе и народну и духовну музику усмене и писмене традиције. Народне песме биле су део репертоара певача совјетске естраде: Лидије Русланове и Олге Воронец.
У 1974. години певачица Надежда Бабкина је основала народни ансамбл Руска песма. А певачица Људмила Зикина је основала ансамбл Русија 1977. године. У 1982. години Борис Базуров је основао ансамбл Русичи. У години 1999. певачица Људмила Рјумина је основала Московски културни фолклорни центар под руководством Људмиле Рјумине и уз њега ансамбл Руси.
У савременој Русији, Пелагеја је позната међу извођачима народних песама, од 1996. године је солиста у истоименој групи коју је створила. Од 1998. године група Ивана Купале ствара народну музику засновану на аутентичном фолклору, углавном снимљеној током етнографских експедиција совјетских фолклориста 1970-1980. година. Албум групе "Кострома" допринео је распрострањивању народне музике на савременој руској музичкој сцени и поставио је темељ за стварање каснијих руских група које се баве народном музиком. Песма „Кострома“ са истоименог албума коришћена је на Олимпијским играма у Сочију 2014.

### Главни жанрови
Међу главним жанровима народне музике издвајају се радничке мелодије, припеви и песме, обредни фолклор (календарско-земљораднички и породично-домаћински), епски жанрови (епови, историјске песме), духовне песме, коло и игре са песмама, лирске песме сељачке традиције, градске лирске песме, инструментална музика .
Народна музика је била више песничка него инструментална (вероватно под утицајем црквене забране руских музичких инструмената). Средином 19. века настаје нови жанр, то је частушка.

### Народна песма
Руска народна песма је колективна усмена уметност, која се преноси с генерације на генерацију. По присталицама „марксистичког фолклора” тридесетих година 20. века, у предреволуционарном периоду песме су изводили сељаци и углавном су биле жалосне. Међутим, са порастом пролетерског расположења 1905. године, у народним песмама се појавио „револуционарни тон“: класни гнев је изражен у сељаштву („Дубинушка“, „Смело ћемо у бој“). После Октобарске револуције, у усменом народном стваралаштву доминирају сатира и хумор о народном животу, формирање певница, уз музику уз хармонику .
Претпоставља се да је у 16-17. веку настала руска лирска песма и њен највиши облик се задржава. Овај тип се везује за појаву народног вишегласја полифоних или хетерофоних типова гласовног певања са подгласним вишегласјем, гласовно певање са помереним тоналитетом у односу на просечни тоналитет водећег гласа у хору. На различитим територијама Русије традиција певања са призвуком се разликује . Народно певање је готово увек вишегласно, са изузетком епова, тужбалица, успаванки и песама које се певају у један глас. Мелодично су развијене неке врсте јадиковки укључених у свадбени обред, и погребне јадиковке (ламентације): одликује их експресивност која проистиче из комбинације обредних формула са личном импровизацијом извођача (најчешће жене) .
Модални систем руског народног певања је јединствен: близак је пентатонској лествици кинеске или шкотске лествице, тетракордној и пуној дијатоници. Једногласно и вишегласно народно певање има свој систем модалних тонова, који се разликује од тонске функционалности засноване на акордима; овај систем ће се после променити у уводни хармонијски мол са појавом сељачке романсе, градске песме, мелодије на хармоници („Међу равном долином“) и подвргнути везивању акорда .
Познате песме писане у народној традицији, али које нису народне, укључују: „Каљинку“, која је једна од најпознатијих руских мелодија на свету, „Каћушу“, која је патриотска песма популарна у СССР-у и модерној Русији, „Коробушку“, чија је мелодија позната у свету по игрицама „Тетрис“, „Пољушко-поље“ – руска мелодија популарна код страних композитора 20. века, „Ој, мраз, мраз“ – популарна песма за пиће „Смугљанка“. Руске народне песме које су популаризовали руски класични музичари и совјетска поп музика укључују „Била је бреза у пољу“, „Ој ти, широка је степа“.

## Духовна музика
Руском духовном музиком називају се вокална или вокално-инструментална дела са текстовима религиозним карактера, као и звона у руској православној цркви. Звоњава има дубоку и укорењену традицију како у народној тако и у композиторској уметности. Народни жанрови музике - духовни стихови, извори њихове мелодике произилазе из старе словенске традиције и вере.
Заједно са религијом, круг црквених песама је позајмљен из Византије. Све до краја 17. века црквено певање је био једини облик професионалне писане православне музичке уметности у Русији . За нотни запис коришћени су посебни знаци као што је неумес, захваљујући којима је сачувано неколико примера средњовековне црквене музике, међу којима и две стихире, које је компоновао цар Иван Грозни у 16. веку <refRitzarev, Marina (2006). Eighteenth-century Russian Music. Ashgate Publishing. ISBN 978-0-7546-3466-9.</ref>. Потом 17. век доноси нови ток руској духовној музици. Музичари проучавају музичку културу Европе, упознају се са новим стилом. У 17. веку долази до опадања сакралне музике, изазваног многобројним различитим реформама Петра Великог. Италијани су почели да обучавају дворски хор. У неким катедралама се наставља развој староверничког певања. 19. век доноси нови жанр сакралне музике, дела за празничне литургије. Представници жара су директор капеле на царском двору Дмитриј Бортњански, творац класичног хорског концерта Максим Березовски, композитор и диригент Степан Дегтјарјов, композитор и регент Артемиј Ведел, композитор Степан Давидов. Немачка култура и музика имала су велики утицај на руску црквену музику из тог времена. Композитори Алексеј Лвов и Павел Воротников дали су црквеним химнама форму протестантског певања. У 20. веку, сакрална музика је испуњена народним звучним стиловима захваљујући делима руских композитора, посебно Василија Орлова, Степана Смоленског, Николаја Данилина, Сергеја Рахмањинова.
Православна служба је, за разлику од католичке или протестантске, увек остала искључиво гласна. Инструментална пратња није била дозвољена. Њени важнији жанрови, поред псалама заједничких за све вероисповести, били су стихире, тропар, кондак, величање, а касније се формирају литургија и свеноћно бденије. У потпуно формираној православној служби, певање је пратило све делове службе, нпр. литургију (опсе), вечерње и јутрење (уочи великих празника, свеноћно бденије); обреди крштења, венчања, сахрањивања, као и обреди, као што су молитве, парастоси итд. Чак и у Византији, за различите жанрове и различите делове богослужења, постојали су различити стилови певања – напева.
После револуционарних догађаја 1917. године, развој руске духовне музике као модерне уметности је прекинут. Међутим, у иностранству су наставили да компонују црквене композиције Гречанинов и Черепнин. Међу руководиоцима црквених хорова најпознатији су: Сергеј Жаров, Николај Атос, Петар Спаски, Борис Ледковски; међу истраживачима (и уједно и композиторима): Иван Гарднер и Алберт Сван.
Од касних 1980-их, уметност црквеног певања у Русији је почела да оживљава: појављују се новије групе, објављују се студије, одређени број композитора се окреће искључиво духовним жанровима. Међу ауторима чији списи испуњавају захтеве православног богослужења издвајају се ђакон Сергеј Трубачов, протојереј Александар Ведерников и Владимир Мартинов. Велика већина савремених композиција намењена је духовним концертима, који се често одржавају у разним световним салама, понекад и у црквама.

### Знаменско појање
Знаменско појање је главни вид древног руског литургијског певања. Назив потиче од непрепознатљивих знакова - транспарената који су то забележили. Најстарији рукописи забележени кукама потичу из 11. века. До 17. века у записима забележеним куакама појављују се додатни знаци - "знакови" и "жиге", рани рукописи представљају нотацију која није обележена. Рукописи 17. века бележе појаву, поред традиционалног једногласног певања, раног народног вишегласја (линеарног певања), које је забележено и транспарентима. У време када се дешавају реформе у 17. веку, знаменско певање је временом замењено облицима европског певања, који нису били засновани на застрелим модалним модалитетима, већ на дур-мол тоналитету западноевропског модела. Крајем 17. и почетком 18. века, знаменске мелодије у кијевској традицији почеле су да се забележавају у квадратном запису, што подсећа на римску квадратну нотацију која се појављује у католичким појама. Године 1778. у Москви је објављено „Скраћено дневно музичко певање“, које је било широко распрострањено и прихваћено као почетни водич за подучавање црквеног певања у богословским образовним установама .
До ових времена, традицију знаменог певања поштују стари верници. Постоје специјалисти који оживљавају знаменско певање у новом обреду Руске православне цркве, на пример, Валаамском манастиру . Знамено певање се оживљава на бројним универзитетима, на пример, на одсеку за древну руску певачку уметност Санкт Петербургског државног конзерваторијума, у Музичком колеџу Гњесин, у Руској хришћанској академији за хуманистичке науке.
Кондакарско појање потиче од речи „кондак“, једне од литургијских химни. Запис потиче из палеовизантије и позајмљен је у Русији у 9. веку. Одликује се присуством мелодијски развијених елемената, посебне мелизматике. Процват кондакарског појања у Русији испољава се у 11-12. веку, до 14. века оно нестаје из руске богослужбене традиције у вези са променом литургијске или богослужбеног устава из Студијанске у Јерусалимски и одговарајућом променом у корпусу богослужбених књига. Налази се у кондакарима, чију основу чине кондаци и икоси у част празника периода црквене године и у спомен светитеља.
Стубно појање је главни тип знаменог појања, којим се пева скоро цео корпус књига руске богослужбене традиције. Назив потиче од речи "стуб", осмонедељног циклуса књиге Октоје. Стубно појање је постало распрострањено шире и у данашње време најчешће је у руској једногласној литургијској традицији. Напев се састоји од напева (кокиз), фита и лица, која се састоје од мањих целина илити кукица . Има осмотски систем. Стубни напеви су присутни не само у литургијским, већ и у свакодневним напевима. Најчешћи напеви који су ушли у употребу су кокизе 6. гласа. Поред богослужбених књига, створене су особене певачке азбуке, кокизници и фитници за изучавање нотног записа.
Путописно певање је распрострањено у древној руској музичкој култури заједно са знаменим и демественим певањем. Настало је у последњој четвртини 15. века. До средине 16. века користио се у Стикхирару, а потом у Обиходу. Крајем 16. века путописно појање постаје самостална, развијена грана древне руске певачке уметности, одликована већом свечаношћу, појањем и углађеношћу. Мелодију песничког појања формира скуп канонских мелодијских формула подређених систему осмозе. Врхунац напретка песничког појања је 16-17 век. У 2. половини 17. века путописно појање почиње да се истребљује.
Демествено певање (демество) је један од стилских праваца древноруске певачке уметности. Рано спомињање се односи на 1441. годину у московским аналима с краја 15. века. Постала је распрострањена у 16.-17. веку, укључујући и полифонију. На репертоару локалног појања налазе се појединачни напеви Свакодневице, Празници и Трезвонов, Великопосни стихирар, Октоих и Ирмологија. Првобитно је скромно певање убележено у знаменој нотацији. У 16. веку, на тој основи, створена је нотација демест, која користи елементе знаменог записа, али у компликованијем облику. У деместву су развијени стилски обрасци који су одиграли значајну улогу у еволуцији руске певачке уметности: формиран је свечани стил певања са широким напјевима појединачних слогова текста. Тренутно се користи као посебно свечано појање, као нпр. током епископских служби.
Познати мајстори знаменог певања у доба Василија Трећег и Ивана Грозног: Сава Рогов, Фјодор Крестјанин, Иван Нос, Маркел Безбороди и Стефан Голиш. У доба смутног времена и владавине Михаила Федоровича били су познати митрополит Варлаам и Исаија Лукошко. Тадеј Суботин, представник Усолске школе, био је велики мајстор. Један од најбољих специјалиста у области знаменог певања и творац фундаменталног дела „Абецеда знаменог певања“ из 1688. године, које представља комплетан приказ теорије знаменог певања, био је Александар Мезенец.

### Партесно певање
Партесноо појање је врста црквеног певања, која се заснива на многогласном хорском извођењу композиције. Број гласова може бити од 3 до 12, а може чак достићи и 48. Партесно певање је дошло из католичке Италије у Пољску, а одатле у Руско царство.
У 19. веку партесно певање постепено потискује знаменско. То је значило стварно одбацивање главних принципа Знаменске монодије (монофоније). Иницијатори увођења партесног певања била су западноруска православна братства. У Руском царству партесно појање је у литургијску употребу увео патријарх Никон. Иновација се много допала цару Алексеју Михајловичу, који је допринео увођењу партеса у московске цркве . Партесно певање бранили су руски теоретичари музике Јоаникиј Корењев и Николај Дилецки. Противници увођења партесног певања у праксу Руске цркве били су приврженици православног предања, укључујући истакнуте црквене јерарсе, попут патријарха Хермогена и патријарха Јосифа, као и староверце и грчко свештенство .
Неки композитори су уложили напоре да уграде знаменске мелодије у партесну рутину, усклађујући их са правилима западноевропске хармоније. Литургијску музику су писали многи композитори, на пример, Дмитриј Бортњански. Концертна бдења Артемија Ведела и Степана Дегтјарјева позната су од 18. века. Од друге половине 19. века позната су хорска Вечерња Михаила Иполитова-Иванова, Владимира Ребикова, Александра Архангелског, Александра Гречанинова, Павла Чеснокова. Најбољи примери тог жанра су „Свеноћна бдења“ Петра Чајковског, Сергеја Рахмањинова .
После Октобарске револуције 1917. године, у вези са политиком нових власти да истисну верске покрете, развој сакралне музике је обустављен до краја 1980-их, када је поново оживела православна музика; појавили су се нови савремени композитори: ђакон Сергеј Трубачов, Владимир Мартинов. Велика већина савремених композиција духовне музике намењена је духовним концертима, који се одржавају у световним салама, али понекад и у црквама .

### Кант
Кант је врста световне полифоне песме, која је била уобичајена у Руском царству у 17-18. веку. Камерна верзија партесног певања . Био је веома популаран у Украјини и Белорусији. У почетку су напеви створени за верске псалме и коришћени су у круговима свештенства и у манастирима. Кантова поетика долази из књижевне поезије. У 17. веку настају кантаови на речи представника силабичке поезије.
Кантов музички стил карактерише трогласно представљање хомофонског магацина са паралелним покретом горњих гласова и баса, у хармонији – дијатонији, јасне тонске функционалности, у ритамско-квадратном груписању тактова. Начин појања текста је претежно слоговни.
Канте је изводио ансамбл певача или хор без инструменталне пратње, али и уз учешће дувачких инструмената, као што су хорни оркестри. Неретко су кантеви били праћени звонима, топовском паљбом и ватрометом. Интонациона структура напева је спој елемената Знаменског напева, руских и украјинских народних песама, као и пољске мелодије. Мелодични стил је близак партесном концерту. У 18. веку јављају се родољубиве, свакодневне, љубавно-лирске песме; времена Петра Великог карактеришу „напеви добродошлице“ и „панегирични“ напеви са фанфарним мелодијским обртима, свечани ритам полонезе, ликовне роладе у горњим гласовима на речи „виват“, „осана“, „много година“, имитативне прозивке. Канте су касније постале омиљени облик музицирања за градске слојеве становништва: појавили су се лирски, наутички, пасторални и комични цантес. Лирски напеви апсорбују елементе постојећих плесних форми, углавном менуета. У већини случајева, аутори речи и музике за канте су непознати . Аутори музике многих песама под Петром И били су суверенови певачки чиновници, међу њима Василиј Титов и Максим Березовски. Канти су утицали на урбану романсу .

### Духовни стихови
Духовне руске народне песме су песме са хришћанским темама и заплетима. Духовни стих носи дубок поучан, поучан почетак. Највише се употребљавају од 17. века. Они имају мешовито порекло - руска епско-биљинска и европска лирска песма. У почетку су извођачи били ходочасници у Свету земљу, а касније и лутајући слепи певачи. До 19. века, путујући певачи остајали су главни писци и извођачи духовне поезије у Белорусији, Украјини, Бугарској и већини региона Русије.
Почевши од 18. века, псалми су постали распрострањени међу староверцима и секташима, нпр. хлистима, евнусима, молоканима, духоборима (међу хлистима и скопцима духовни стихови су се обично називали певачима). У религиознијој средини обични људи су почели да певају духовне стихове.
Духовни стихови се деле на две врсте: „старије“ и „млађе“. „Старци“ су епске приповетке засноване на заплетима Старог завета, Новог завета и хагиографских легенди (песме о Голубовској књизи, о Адаму, о Јосифу, Царевичу Јоасафу, Алексеју Божијем човеку, Теодору Тирону, о Јегору Храбри, кнез Ефимјан, о богаташима и Лазару итд), блиски су епици. „Млађи“ одражавају утицај силабичког стиха који је дошао из Пољске.
Ове песме су по правилу тужне и покајничке. Певају о смрти, одвајању душе од тела и пролазности живота. У 17. веку, када се међу староверцима појавила идеја о владавини Антихриста, почели су да се појављују и стихови есхатолошке природе. Један од главних истраживача духовне поезије Георгиј Федотов писао је да тема Страшног суда чини један од најмоћнијих центара привлачења у народној поезији. У 20. веку есхатолошки стихови се изнова појављују међу катакомбама, само се долазак Антихриста у њима везује са револуцијом, рушењем цркава, колективизацијом, логором и тако даље.

### Звона
Звона у руској православној цркви представљају једну из основних обележја литургије. У православљу звона се јављају нераздвојним делом црквених обреда. Верујући тој звоњави приписују магијску способност да се отера нечиста сила, болести, да зауставља беду и жалости.
Постоји неколико врста звона :
- Благовест - неколико звона звони редом. Благовести звучи да позове стадо у цркву и обавештава да је служба почела. Благовесту претходе три спора, док звук не утихне, ударца до највећег звона, а затим смирена одмерена ударца [27].
- Звоњење (трезвон) - истовремено звони неколико звона. О почетку Литургије и свеноћног бденија верници се обавештавају трезвоном.
- Перезвон - звоњава звона заузврат, почевши од највећег и завршавајући са најмањим. Одржава се на Велики петак и Велику суботу. Убрзана верзија се користи током других црквених слава.
- Разбијање (перебор) је споро звоњење звона наизмјенце, једном у сваком, почевши од најмањег до највећег. Обавља се у обреду сахрањивања. Након што ударе у велико звоно, сви треба да ударе одједном - и набрајање ће почети изнова. Набрајање се често завршава звончићем као симболом васкрсења и преласка покојника у други свет.

Трезвон је постао основа уметничког феномена познатог као „звонарство“, посебног вида руске црквене уметности који се развијао до 17. века и формирао регионалне традиције, а крајем 20. века прешао је и у световну концертну традицију.
Звонарство је било широко коришћено у стваралаштву руских композитора 19. века. М. Глинка користио је звона у завршном хору "Слава" опере "Иван Сусанин", или "Живот за цара", Мусоргски - у представи "Богатирска врата..." циклуса "Слике на изложби" и у опера "Борис Годунов", Бородин - у представи "У манастиру" из "Мале свите", Н. АЛИ. Римски-Корсаков - у "Псковској деви", "Прича о цару Салтану", "Прича о невидљивом граду Китежу", П. Чајковски - у Опричнику. Једна од кантата Сергеја Рахмањинова звала се "Звона". У 20. веку ову традицију је наставио Свиридов, Шчедрин, Гаврилин, Петров и др.
Крајем двадесетих година 20. века уследила је незванична забрана звоњења, праћена уништавањем звона, традиција звоњења сачувана је у неким црквама и манастирима. Током 1970-1980-их година поново је почела пажња јавности о уметности звончарења, а 1989. године, захваљујући подршци Културног фонда, основано је Удружење звонарске уметности Русије. Већ дуго времена главна база за оживљавање музике звона био је Архангелски музеј дрвене архитектуре или Мали Корели. Од 1984. концерти звона одржавају се у Суздаљу, од 1987. у Лењинграду, а потом и у осталим градовима Русије. Географија градова у којима се одржавају концертна звона сваке године расте: Ростов Велики, Вологда, Луцк, Иркутск, Чељабинск, Кострома, Јарослављ, Уљановск, Углич итд.

## Академска музика
Развој академске (професионалне световне) музике у Русији почео је релативно касно због забране православне цркве световне музике. Почевши од владавине Ивана Грозног, краљевски двор је позвао западне композиторе и музичаре да попуне празнину. До времена владавине Петра Великог они су редовно били на двору . Упркос чињеници да Петар Великог није био љубитељ музике, он је европску музику доживљавао као симбол цивилизације и начин позападњавања земље. Оснивање Санкт Петербурга по западном узору допринело је ширењу европске музике међу вишим слојевима друштва . Фасцинација италијанском опером на двору током владавине царице Елизабете Петровне и Катарине Велике такође је помогла ширењу интересовања за западну музику међу аристократијом . Овај хоби је постао толико раширен да многи нису ни знали да постоје руски композитори .
Фокус на европску музику значио је да руски композитори морају да пишу у западном стилу ако желе да се њихове композиције изводе. Њихов успех у истом правцу био је променљив због непознавања европских правила композиције. Неки композитори су могли да путују у иностранство како би се обучавали (често у Италију) и научили су да компонују вокална и инструментална дела у традицији италијанских класика. У ту групу спадају композитори Дмитриј Бортњански, Максим Березовски и Артемиј Ведел .
Домаћа композиторска уметност у Русији почела је значајно да се развија од 70-их година 18. века. Међу првим руским композиторима били су значајни и: Пашкевич, Соколовски, а посебно прави професионалац Фомин. Почетком 19. века, на новој етапи у развоју руске музике, радили су композитори као што су: Давидов, Дегтерјов, Кавос, Верстовски, Аљабјев. Можда први руски композитор који је користио карактеристичне традиционалне руске елементе из световне музике био је Фомин са опером Кочијаши на раму из 1787. године. Дегтерјов је користио народне мотиве у хорском певању патриотског ораторијума „Минин и Пожарски, или Ослобођење Москве“ 1811. Националну историју је у свом делу широко користио Кавос и народно хорско певање у опери „Иван Сусанин“ 1815. године, на пример, у песми „Не бесни, ветрови силовити“. Верстовски се такође ослањао на националну историју, његова опера „Асколдов гроб“ из 1835. истиче се песмама са јарким народним колоритом као што су „На столу дођоше чари“ и „Живели дедови старином“.
Руску традицију у световној музици подигао је на нови ниво Михаил Глинка, који је 1836. године компоновао опере Живот за цара (Иван Сусанин), Руслан и Људмила (1837-1842). Под утицајем Глинке, композиторски стил његовог млађег савременика Даргомишски.
Руска народна музика постала је главни извор за композиторе млађе генерације. Група композитора под називом „Моћна шака“, коју је предводио Мили Балакирјев, у којој су били и Николај Римски-Корсаков, Модест Мусоргски, Александар Бородин и Цезар Кјуј, прогласила је циљ популаризације руске националне традиције у класичној музици. Међу најзапаженијим композицијама Моћне шачице биле су опере Снегурочка, Садко, Борис Годунов, Кнез Игор, Хованшчина и симфонијска свита Шехерезада. Оркестарски интерлудиј „Лет бумбара“, који је написао Николај Римски-Корсаков за своју оперу „Прича о цару Салтану“, на брзину изводе различити страни музичари и улази у Гинисову књигу рекорда. Многа дела Глинке и Моћне шачице заснована су на руској историји, народним причама и књижевности и сматрају се ремек-делима романтичног национализма у музици.
Године 1859. основано је и Руско музичко друштво, на чијем су челу били композитори-пијанисти браћа Антон и Николај Рубинштајн. „Моћна шачица“ се често супротстављала Руском музичком друштву. „Моћна шачица“ је исповедала руски национални идентитет, а Руско музичко друштво се руководило универзалном европском традицијом. Руско музичко друштво је основало прве конзерваторијуме у Русији у Санкт Петербургу и Москви. Руски композитор Петар Чајковски, познат по својим балетима као што су „Лабудово језеро“, „Успавана лепотица“ и „Крцко Орашчић“, студирао је на Конзерваторијуму у Санкт Петербургу. Он је и даље најпознатији руски композитор у иностранству. Најпознатији наследник његовог стила био је Сергеј Рахмањинов, који је студирао на Московском конзерваторијуму, где је предавао Чајковски.
Средином 1890-их и средином 1900-их. Александар Глазунов пише своја главна дела.
Крајем 19. и почетком 20. века појавио се трећи талас руских класика: Стравински, Скрјабин, Прокофјев и Шостакович. Били су експериментатори у стилу и музичком језику. Стравински је имао особен утицај на своје савременике и наредне генерације композитора у Русији и западним земљама.
После Октобарске револуције, руска музика се драматично променила. Рахмањинов, Стравински, Глазунов, Гречанинов, Медтнер су емигрирали. Иако је и Прокофјев напустио Русију 1918. године, на крају се вратио у домовину и допринео совјетској музици. Почетком 1920-их година, постојала је ера авангардних експеримената инспирисаних револуционарним духом таквог доба. Тридесетих година 20. века, за време Јосифа Стаљина, разноликост у музици је била ограничена. Класицизам је био одобрен, а експерименти нису подстицани . Нпр, Шостаковичева опера Лејди Магбет из округа Мценск проглашена је у новинама Правда као „формализам“ и убрзо је била забрањена из позоришта на на дужи период.
Музички патријарси тог доба били су Сергеј Прокофјев, Дмитриј Шостакович, Арам Хачатурјан и Александар Александров. Последњи је најпознатији по компоновању совјетске химне и песме „Свети рат“. Временом је талас младих совјетских композитора, као што су нпр. Георгиј Свиридов, Алфред Шнитке и Софија Губајдулина, дошао до изражаја због строгог совјетског образовног система. Савез композитора СССР- а основан је 1932. године и постаје главни регулаторни орган совјетске музике.

### Хорска музика
Историја световне хорске музике у Русији почиње у 19. веку, када је партесно певање дошло у православну црквену музику, заменивши једногласно знаменско певање. Истовремено се појавило световно камерно хорско певање, извођено у кантама.
Руска опера је одиграла важну улогу у развоју световне хорске музике; хорско певање се чује у операма Михаила Глинке као што су „Живот за цара“ и „Руслан и Људмила“. Оперско хорско певање преузело је значајну улогу од класичних композитора 19. века. Врхунац популарности хорског певања дошао је у другој половини 19. и почетком 20. века. Након доба родољубивих ораторијума, кантата и песама изазваних националним успоном, хорске обраде народних песама почеле су да се појављују у мноштву . Године 1878. основано је Руско хорско друштво које је уједињавало љубитеље световног хорског певања. Хор Руског хорског друштва учествовао је на концертима Руског музичког друштва, а сваке године је одржао и неколико својих концерата. Године 1887. у хор су први пут уведени женски гласови.
После Октобарске револуције, Георгиј Свиридов је дао значајан допринос развоју световне хорске музике. Други култни композитор је Томас Корганов. Изванредни хорови совјетског периода су Државни академски руски хор назван по Свешникова, Републикански руски хор имена Јурлова, Руски народни хор имена Пјатницки, Московски државни академски камерни хор. У популарној музици познат је „Хор Турецки“.
У послератним годинама, дечије хорско певање је стекло посебну популарност. Године 1957. основан је Московски дечачки хор који изводи руску духовну музику и народне песме. Године 1970. основан је Велики дечији хор Свесавезне радио и централне телевизије, који изводи кантате, симфоније, опере, патриотске песме. Дечје песме Јевгенија Крилатова, Аркадија Островског, Александре Пахмутове и других композитора, као што су „Лепа далеко“, „Нека увек буде сунце“, „Уморне играчке спавају“, „Крилате љуљашке“, „Лете уз ломаче, плаве ноћи”, „Антошка”. Седамдесетих година 20. века хор је био толико популаран да су његови солисти стекли популарност у народу: Серјожа Парамонов, Света Погасиј, Рита Суханкина, Дима Галихин. Од 1991. године постоји камерни хор "Вера". У савременој Русији од 2013. године делује Сверуско хорско друштво, које је 2014. основало Дечји хор Русије.

### Авангардна музика
Авангардна музика у Русији почела је да се формира 1910-1920-их година и достигла врхунац у 1960-1980-им годинама. Руска авангарда у музици у почетку је окарактерисана као футуризам. Овај покрет су подржали композитори као што су Николај Рославец, Иван Вишњеградски, Николај Обухов, Артур Лурије, Џозеф Шилингер, Арсениј Авраамов.
Најранија руска музичка авангарда није утицала на совјетску авангардну музику 1960-1980-их година. Први авангардни уметник послератног периода је Андреј Волконски. Карактеристика музичке авангарде СССР-а била је фолклорна боја, када су примењене технике за развој народних мелодија. Прва савладана техника била је серијализам, потом сонористика и алеаторика; у то време креће и развој електронске музике. После су чисти системи уступили место многим мешовитим техникама: појавили су се концепти „колажа” и полистилистике, што је термин Алфреда Шниткеа, чији радови најјасније представљају управо тај феномен. Познати извођач авангардне музике био је Едисон Денисов, који је 1990. године основао Удружење савремене музике, слично удружењу истог имена које је настало 1924. године.
Рана руска музичка авангарда није утицала на совјетску авангардну музику 1960-1980-их година. Први авангардни уметник послератног доба је био Андреј Волконски. Карактеристика музичке авангарде СССР-а била је фолклорна боја, када су примењене нове технике за развој народних мелодија. Прва савладана техника била је серијализам, затим сонористика и алеаторика; у то време почиње и развој електронске музике. Касније су чисти системи уступили место разним мешовитим техникама: појавили су се концепти „колажа” и полистилистике - термин Алфреда Шниткеа, чији радови најјасније представљају овај феномен. Знаменити извођач авангардне музике био је Едисон Денисов, који је 1990. основао Удружење савремене музике, слично истоименом удружењу које је настало 1924. године.

## Руска романса
Види још: Руске романсе и народне песме
Руска романса настала је на таласу романтизма у првој половини 19. века. У многим романсама се играју ромски мотиви (тј. н. „циганштина“). Током 19. века формирало се неколико поджанрова - салонска романса, окрутна романса итд.
„Златно доба“ руске романсе наступило је почетком 20. века, када су тако велики и оригинални извођачи као што су Вертински и Виалтсев. Касније су љубавну традицију у егзилу наставили Пјотр Лешченко и Ала Бајанова, у СССР-у Изабела Јурјева, Тамара Церетели и Вадим Козин.
У совјетско време, а посебно крајем 1930-их година, романса је прогањана као реликт царског доба, штетан за градитеље социјалистичке будућности. Водећи извођачи су били потиснути, или су били приморани да емигрирају.
Озбиљан допринос класификацији руске романсе дао је колекционар и истраживач жанра Анатолиј Титов. Поред наведених типова издвојио је: племениту романсу, романсу-одговор, иронију, глумачку, белогардистичку, затворску и друге. Мелодекламација је означена као засебан жанр близак романси.